# Mykorrhiza-Byssusporling
Der Mykorrhiza-Byssusporling oder Mykorrhiza-Filzporling (Byssoporia terrestris) ist die einzige Art innerhalb der monotypischen Gattung der Byssusporlinge und gehört zur Familie der Schafporlingsverwandten (Albatrellaceae). Er ist zugleich der einzige Vertreter der Schafporlingsverwandten, der einen resupinaten, corticoiden Fruchtkörper hat. Früher wurde die Art in die morphologisch ähnliche, saprotrophe Gattung der Filzrindenpilze (Byssocorticium) gestellt, mit denen er aber nicht verwandt ist, wie neuere molekularbiologische Untersuchungen gezeigt haben. Neben seiner Lebensweise unterscheidet sich der Mykorrhiza-Byssusporling durch seine Fruchtkörperfärbung, die schnallenlosen Hyphen und das Vorkommen von Rhizomorphen, außerdem sind seine Sporen acyanophil.

## Merkmale

### Makroskopische Merkmale
Die recht weichen, einjährigen Fruchtkörper sind resupinat und am Rand oft einige Zentimeter vom Substrat abgehoben. Das Fleisch ist bis zu 3 mm dick und lässt sich relativ leicht vom Substrat lösen. Die porige Oberfläche der Fruchtkörper ist zuerst weiß bis cremefarben, dann stumpf cremefarben mit orangen, rötlichen, blau-grünlichen oder violetten Zonen und schließlich in einigen Fällen stumpf braun. Die Röhren werden bis 3 mm lang und sind mehr oder weniger rundlich bis eckig, wobei der Porenrand etwa die gleiche Farbe wie die Porenoberfläche hat. Er kann aber auch etwas blasser sein. Die Trennwände der Poren werden sehr dünn und sind später oft ausgefranst. Die seitlich vom Fruchtkörper ausgehenden Rhizomorphe sind auch mit bloßem Auge sichtbar und werden etwa 0,3 mm breit.

## Mikroskopische Merkmale
Das Hyphensystem ist monomitisch. Die Hyphen haben Schnallen und einfache Septen, Zystiden fehlen. Die Basidiosporen sind elliptisch bis fast rundlich und haben leicht verdickte Zellwände. Sie sind acyanophil und lassen sich auch mit Melzer's Reagenz nicht anfärben.

## Ökologie
Der Pilz ist ein Mycorrhizapilz, der mit verschiedenen Nadelbäumen (Tanne, Fichte, Kiefer und Wacholder) aber auch mit Laubbäumen (Esskastanien, Pappeln und Eichen) eine Symbiose eingehen kann. Die Fruchtkörper wachsen in der Streuschicht auf dem Boden oder auf stark verrottetem Holz. Die Art ist nahezu weltweit verbreitet. Sein Verbreitungsgebiet reicht in Europa im Norden bis in die arktische Klimazone und im Süden bis nach Italien. Der Pilz kommt aber in ganz Europa nur zerstreut bis sehr selten vor.

## Systematik
Die monotypische Gattung Byssoporia mit der Typusart Byssoporia terrestris (Basionym: Boletus terrestris) wurde 1978 durch M. Larsen und B. Zak beschrieben. Die systematische Zuordnung der Typusart war lange Zeit umstritten. Ein Indiz dafür sind die zahlreichen homonymen Synonymen, die die Typusart hat.
1. Boletus terrestris DC. (1815)
2. Byssocorticium terrestre Bondartsev & Singer(DC.) (1941)
3. Physisporus terrestris (DC.) 1826
4. Polyporus terrestris (DC.) Fr. 1821
5. Poria terrestris  Pers. (1805)
6. Rigidoporus terrestris (DC.) Ryvarden (1973)

Zudem ist die Art sehr variabel, sodass die Art mehrmals beschrieben wurde, was zu einer Reihe von heteronymen Synonyme und zur Beschreibung von sechs Varietäten führte.
1. Poria mollicula  Bourdot (1915)
2. Poria parksii  Murrill (1921)
3. Poria polyporicola  Murrill (1920)
4. Poria sartoryi  Bourdot & L. Maire (1921)

Früher wurde der Mykorrhiza-Byssusporling aufgrund seiner Morphologie in die saprotrophe Gattung der Filzrindenpilze (Byssocorticium) gestellt. Die Vertreter dieser Gattung haben ebenfalls resupinate und poroide Fruchtkörper. Der Mykorrhiza-Byssusporling unterscheidet sich von den Filzrindenpilzen durch folgende Eigenschaften:
Seine Sporen sind acyanophil, er hat an der Basis seiner Basidien keine Schnallen und er ist ein Mykorrhizapilz, während die Vertreter der Filzrindenpilze Holzzersetzer sind.
Molekularbiologische Untersuchungen durch T.D. Bruns (1998) und S.L. Miller (2006) und ihre Coautoren zeigten, dass Byssoporia terrestris nahe verwandt mit den gestielten und poroiden Hutpilzgattungen Albatrellus und Polyporoletus ist und somit zur russuloiden Abstammungsgemeinschaft gehört. In vielen Taxonomie-Datenbanken wie der Mycobank oder in der Indexfungorum-Datenbank steht der Pilz noch in der Familie der Gewebehautverwandten (Atheliaceae).
Etymologie
Der Gattungsname leitet sich von dem lateinischen Adjektiv byssinus (seidenhaarig) und den lateinischen Nomen porus (Röhre) ab. Das Artepitheton "terrestris" bedeutet auf der Erde befindlich.